# Гашар, Луи Проспер
Луи Проспер Гашар (фр. Louis Prosper Gachard; 12 марта 1800[…], Париж — 24 декабря 1885[…], Брюссельский столичный регион или Брюссель) — бельгийский историк и организатор архивного дела. 

## Биография
Родился в 1800 году в Париже. С 1831 года и вплоть до смерти почти 55 лет был директором Бельгийского национального архива. В течение этого длительного периода Гашар реорганизовал бельгийскую архивную службу, дополнил коллекцию копиями записей, относящихся к Бельгии, и происходящих из других европейских коллекций, путешествовал с целью изучения европейских архивов и вёл широкую переписку с их хранителями.
Занимался изданием источников по истории Бельгии, для чего, кроме местных архивов, исследовал архивы Мадрида, Эскориала, Саламанки, Рима, Вены, Мюнхена, Неаполя, Венеции и Парижа. На основании собранных здесь материалов написал множество сочинений, преимущественно из эпохи испанского (Испанские Нидерланды) и австрийского (Австрийские Нидерланды) владычества в Бельгии: 
- «Retraite et mort de Charles V au monastère de Juste» (1854)
- «Captivité de François I et le Traité de Madrid» (1860)
- «Don Carlos et Philipp II» (1863)
- «Études et notices historiques concernant l'histoire des Pays-Bas» (1863)
- «Trois années de l’histoire de Charles» (1865)
- «Histoire politique et diplomatique de P. P. Rubens» (1877)
- «Histoire de la Belgique au commencement du XVIIIème siècle» (1880)

И мн. др.
Под редакцией Гашара также были опубликованы сборники документов:
- «Actes des États généraux des Pays-Bas 1576-1585» (1861–1866)
- «Collection de documens inédits concernant l'histoire de la Belgique» 1833—1835)
- «Relations des ambassadeurs vénitiens sur Charles V et Philippe II» (1855)

И др.
Скончался в 1885 году в Брюсселе, находясь в должности.
Полный список сочинений Гашара, состоящий из 246 позиций был напечатан в 1888 году в журнале «Annuaire de l'Académie royale de Belgique».